# 182-й истребительный авиационный полк ПВО
182-й истребительный авиационный полк ПВО (182-й иап ПВО) — воинская часть истребительной авиации ПВО, принимавшая участие в боевых действиях Великой Отечественной войны.

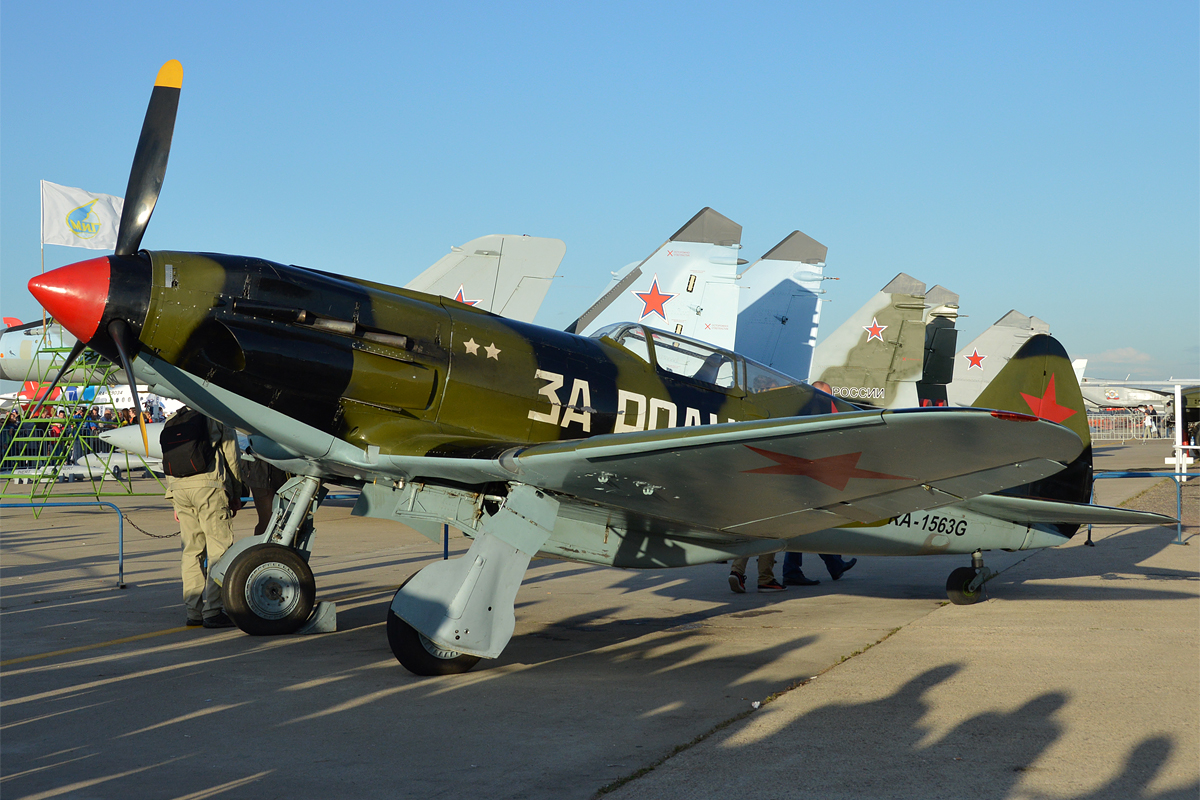
Самолёт МиГ-3. Такими самолётами полк был вооружён при формировании в 1941 году

## Наименования полка
- 182-й истребительный авиационный полк[1];
- 178-й истребительный авиационный полк ПВО[1][2];
- Войсковая часть (полевая почта) 26232[1][2].

## История и боевой путь полка
182 истребительный авиационный полк сформирован в период с 5 июля по 19 августа 1941 года в Московском военном округе при 1-й Высшей школе штурманов ВВС КА на аэродроме Дягилево (г. Рязань) по штату 015/134 на самолётах МиГ-3. 7 августа, находясь в стадии формирования, вошёл в состав 59-й истребительной авиадивизии ВВС МВО. 23 августа полк включён в состав ВВС 51-й отдельной армии и убыл в Крым. 28 августа 1941 года полк в составе ВВС 51-й ОА (войска Крыма) вступил в боевые действия против фашистской Германии и её союзников на самолётах МиГ-3.

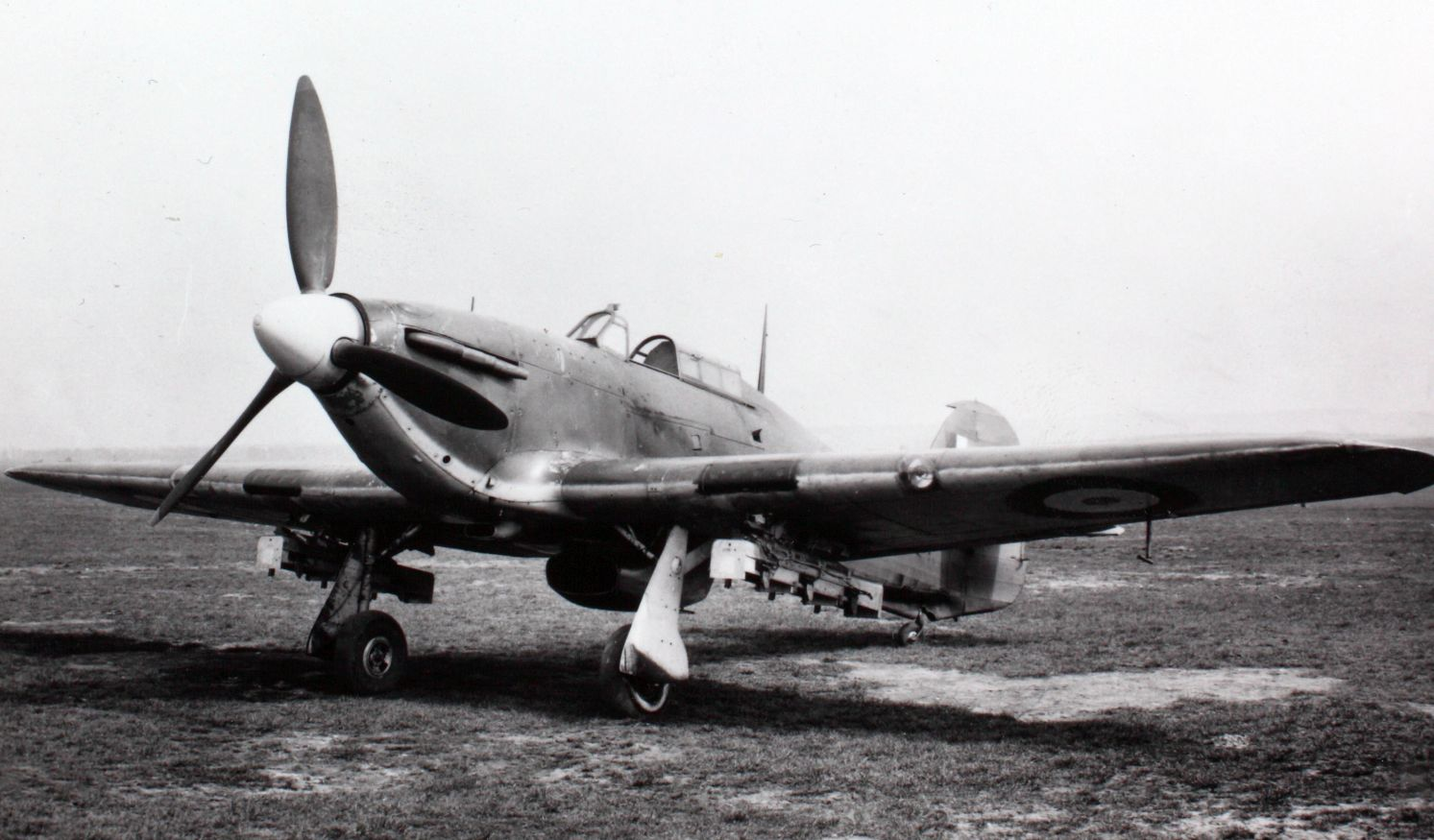
Такие самолёты Hawker Hurricane полк получил в 1943 году

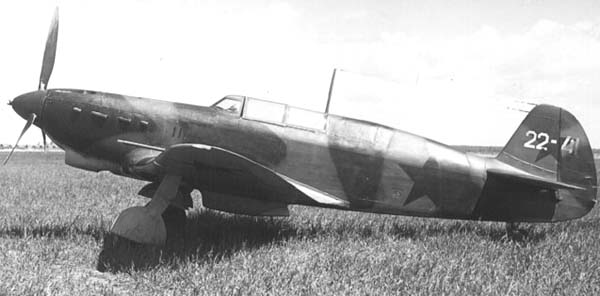
Самолёт Як-7Б полк получил в июле 1942 года

2 сентября 1941 года одержана первая известная воздушная победа полка в Отечественной войне: старший лейтенант Баранюк Н. Г. в воздушном бою сбил немецкий бомбардировщик Junkers Ju 88.
В ноябре 1941 года полк получил пополнение летным составом, имеющим боевой опыт работы на МиГ-3, из 435-го истребительного авиационного полка. По состоянию на 25.11.1941 г. полк имел в боевом составе 7 самолётов МиГ-3 (из них 4 неисправных). 10 декабря 1941 года полк передан из ВВС КА в войска ПВО ТС. В составе 13 экипажей прибыл в 105-ю истребительную авиадивизию ПВО (оперативно подчинялась штабу Южного фронта) и приступил к боевой работе на самолётах МиГ-3. В январе 1942 года полк пополнен личным составом и истребителями ЛаГГ-3.
В июле 1942 года вместе со 105-й иад ПВО оперативно подчинён штабу Северо-Кавказского фронта. В июле и августе 1942 года полк пополнен самолётами Як-1 и Як-7б.
В августе 1942 года в составе 105-й иад ПВО вошёл в оперативное подчинение штаба Закавказского фронта. В январе 1943 года начал пополняться английскими истребителями Hawker Hurricane («Харрикейн»). 29 июня 1943 года вместе со 105-й иад ПВО Ростовского района ПВО вошёл в состав войск вновь
образованного Западного фронта ПВО. 10 июля 1943 года включён в состав 10-го истребительного авиакорпуса ПВО (развернут на основе 105-й иад ПВО) Ростовского района ПВО Западного фронта ПВО.
С 20 июля по 10 августа 1943 года группа лётчиков полка на самолётах Як-1 действовала в составе сводной группы ИА ПВО в оперативном подчинении штаба 6-й гвардейской истребительной авиадивизии 8-й воздушной армии Южного фронта, участвуя в Миусской наступательной операции.
С 10 августа 1943 года полк в полном составе возобновил боевую работу в составе 10-го иак ПВО Ростовского района ПВО Западного фронта ПВО на самолётах Як-1, Як-7б и «Харрикейн». В апреле 1944 года в связи с реорганизацией войск ПВО страны в составе 10-го иак ПВО включён в 11-й корпус ПВО Южного фронта ПВО (образован 29.03.1944 г. на базе Восточного и Западного фронтов ПВО). В июле 1944 года в составе 10-го иак ПВО вошёл в 8-й корпус ПВО Южного фронта ПВО.
24 декабря 1944 года вместе с 10-м иак ПВО 8-го корпуса ПВО включён в состав войск Юго-Западного фронта ПВО (преобразован из Южного фронта ПВО). 31 декабря
1944 года полк исключён из действующей армии (в то же время последняя воздушная победа одержана 17.01.1945 г.). До конца войны полк был в составе 10-го иак ПВО.
В составе действующей армии полк находился с 28 августа 1941 года по 31 декабря 1944 года.

## Участие в операциях и битвах
- ПВО Южного фронта
- ПВО Сталинградского военного округа
- ПВО Северо-Кавказского фронта
- ПВО Северо-Кавказского военного округа
- ПВО Закавказского фронта
- Воздушные сражения на Кубани
- Прикрытие войск и объектов в границах Ростовского корпусного района ПВО[4] — с июля 1943 года
- Прикрытие войск и объектов в границах Донбасского корпусного района ПВО[4] — с января 1944 года
- Прикрытие войск и объектов в границах Одесского корпусного района ПВО[4] — с января 1944 года
- Прикрытие войск и объектов в полосе 1-го Украинского фронта[4] — с января 1945 года
- Прикрытие войск и объектов в полосе 4-го Украинского фронта[4] — с января 1945 года
- Прикрытие войск и объектов Львовского военного округа[4] — с января 1945 года

Полк принимал участие в операциях и битвах:
- Донбасская операция (1943) — с 13 августа 1943 года по 22 сентября 1943 года

### Итоги боевой деятельности полка в Великой Отечественной войне
Всего за годы войны полком:

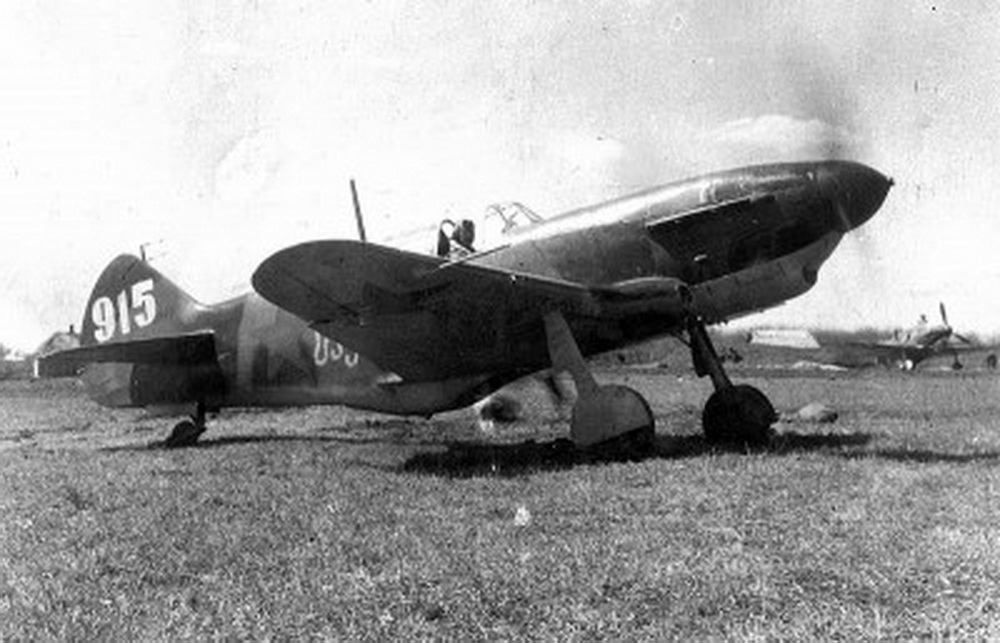
Самолёт ЛаГГ-3. Такие самолёты полк получил в 1942 году

- Совершено боевых вылетов — более 4500 (нет полных данных за 1944 г.)
- Проведено воздушных боев — 336
- Сбито самолётов противника — 156
- Уничтожено самолётов на аэродромах — 17
- Уничтожено при штурмовках:
  - батарей ЗА — 2
  - автомашин — 35
  - автобусов — 9
  - повозок — 15
- Свои потери:
  - лётчиков — 31 (боевые — 24, небоевые — 7)
  - ИТС — 3 (боевые — 2, небоевые — 1)
  - прочий состав — 1 (небоевые)
  - самолётов — не менее 33 (боевые)

## Командир полка
- майор Нога Митрофан Петрович, 07.1941 — 10.1942[1]
- майор Батюк Константин Васильевич, 01.11.1942 — 29.04.1943[1]
- майор Ходасевич Семён Макарович, 30.04.1943 — 14.06.1943[1]
- майор, подполковник Астапов Артемий Федотович, 14.06.1943 — 31.12.1945[1]

## Послевоенная история полка
С конца войны полк базировался на аэродроме Черляны во Львовской области Украинской ССР. В мае 1946 года полк включён в состав 121-й иад ПВО (сформированной на базе 10-го иак ПВО). В 1950 году вместе со 121-й иад вошёл в состав 16-го иак ПВО. В 1950 году полк перебазировался на аэродром Коростень Житомирской области. 23 сентября 1951 года полк перевооружён на истребители Ла-9, а 25 сентября 1953 года - на реактивные самолёты МиГ-15бис. В 1956 году полк начал получать МиГ-17, одновременно имея на вооружении МиГ-15бис.
17 марта 1958 года полк расформирован в 121-й иад ПВО (директива МО СССР № орг/6/23063 от 15.01.1958).

## Герои Советского Союза
- Агеев Пётр Григорьевич, старший лейтенант, командир звена 182-го истребительного авиационного полка 105-й истребительной авиационной дивизии ПВО Ростовского дивизионного района ПВО 14 февраля 1943 года удостоен звания Герой Советского Союза. Золотая Звезда № 809.
- Коблов Сергей Константинович, старший лейтенант, командир звена 182-го истребительного авиационного полка 105-й истребительной авиационной дивизии ПВО Ростовского дивизионного района ПВО 14 февраля 1943 года удостоен звания Герой Советского Союза. Золотая Звезда № 701.